# Paul Lynch
Paul Lynch (ur. 9 maja 1977 w Limerick) – irlandzki pisarz. Uhonorowany Nagrodą Bookera w 2023 roku.

## Życiorys
Urodził się w Limerick w Irlandii, ale wychował się w Ulsterze. Literacko debiutował w 2013 roku powieścią Red Sky in Morning. Potem wydał również powieści The Black Snow (2014), Grace (2017), Beyond the Sea (2019) i Prophet Song (2023).
Jego piąta książka to dystopiczna powieść, która przedstawia losy rodziny Stack w niedalekiej przyszłości, w totalitarnej Irlandii. Według autora inspiracjami do powstania książki były wojna domowa w Syrii oraz kryzys uchodźczy. Lynch został za nią uhonorowany Nagrodą Bookera w 2023 roku. 